# گولاگ (فیلم)
گولاگ (انگلیسی: Gulag) فیلمی به کارگردانی کورنبرگ یونگ است که در سال ۱۹۸۵ منتشر شد.